# Рейнольдс, Джейлен
Дже́йлен Ре́йнольдс (англ. Jalen Reynolds; род. 30 декабря 1992, Детройт, штат Мичиган США) — американский профессиональный баскетболист, играющий на позиции центрового.

## Карьера

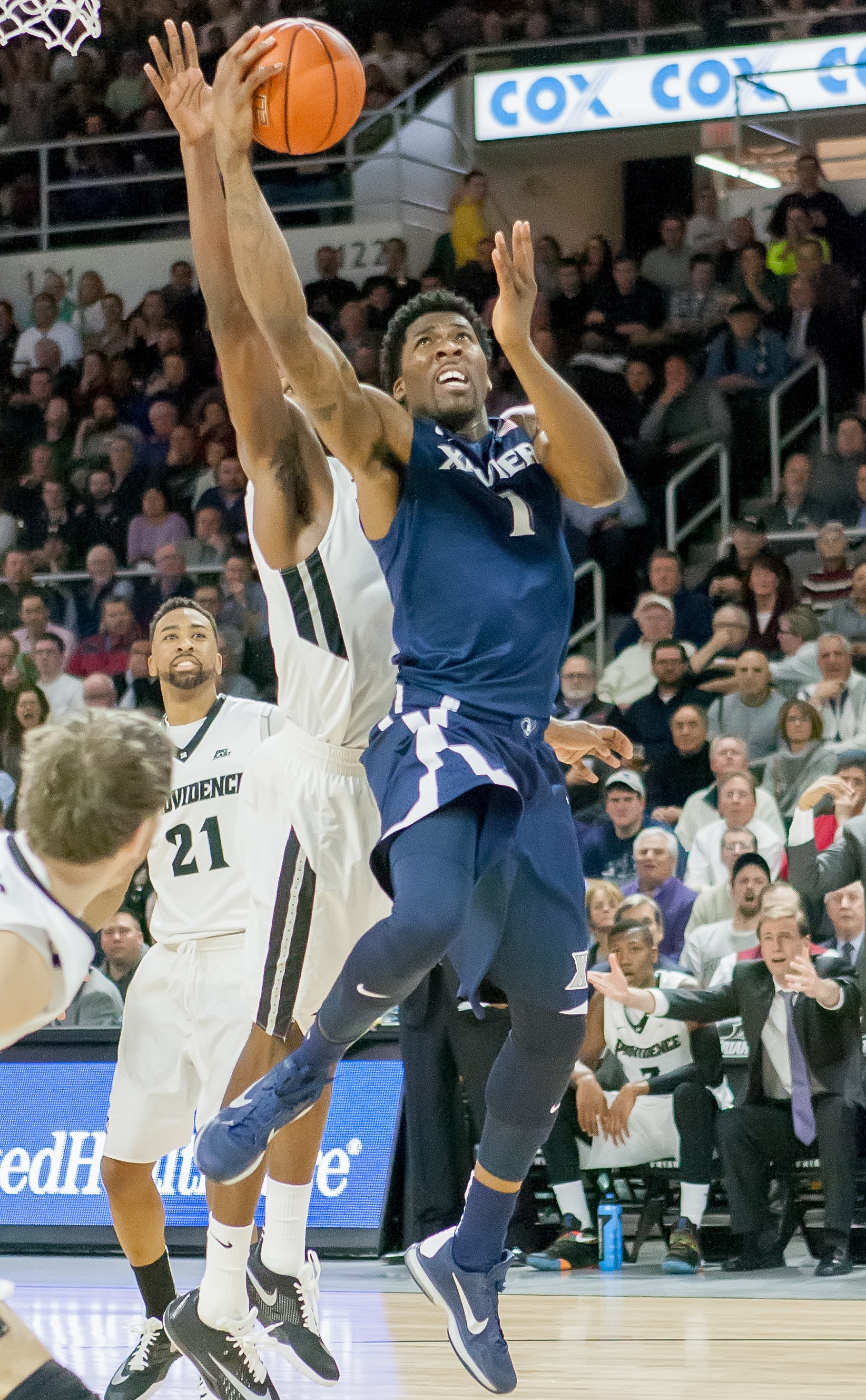
В составе «Ксавье Маскитирс» (2016)

После окончания Академии Брюстера Рейнольдс поступил в университет Ксавье.
Не став выбранным на драфте НБА 2016 года, Рейнольдс подписал первый профессиональный контракт с командой итальянской Серии A2 «Реканати». В 18 матчах Джейлен набирал 18,2 очка и 7,9 подбора в среднем за игру.
В январе 2017 года Рейнольдс перешёл в клуб Серии А «Реджана». В составе команды Джейлен дошёл до 1/2 финала Еврокубка. В этом турнире он набирал 10,5 очка, 7,5 подбора в среднем за матч. Завершал Джейлен этот сезон в «Барселоне».
В июле 2018 года Рейнольдс стал игроком «Зенита». В Единой лиге ВТБ на счету Джейлена 29 игр, в которых он набирал 16,6 очка, 7,9 подбора и 1,2 передачи. В 16 матчах Еврокубка его статистика составила 13,8 очка и 8,1 подбора.
В январе 2019 года Рейнольдс был признан «Самым ценным игроком» Единой лиги ВТБ. Средние показатели Джейлена по итогам месяца составили 16,0 очка, 8,0 подбора, 2,7 передачи и 24,7 балла за эффективность действий.
24 января 2019 года стал известен состав команд на «Матч всех звёзд Единой лиги ВТБ». По итогам голосования болельщиков и анкетирования СМИ, в котором приняли участие 20 изданий, Рейнольдс попал в состав команды «Звёзды Мира». По семейным обстоятельствам Джейлен не смог принять участие в матче и его заменил Янари Йоэсаар.
По итогам 1/4 финала Рейнольдс был включён в символическую пятёрку первого раунда плей-офф Единой лиги ВТБ 2018/2019.
Сезон 2019/2020 Рейнольдс начинал в «Чжэцзян Лайонс». Приняв участие в 5 матчах КБА Джейлен в среднем набирал 14 очков, 10 подборов и 2,5 передачи.
В начале декабря 2019 года Рейнольдс перешёл в «Стоктон Кингз».
В конце декабря 2019 года Рейнольдс подписал контракт с «Маккаби» (Тель-Авив) до конца сезона Евролиги с опцией продления до конца сезона в чемпионате Израиля. В 12 матчах Евролиги Джейлен набирал 5,7 очка и 5,3 подбора в среднем за игру.
В июле 2020 года Рейнольдс стал игроком «Баварии».
В сезоне 2020/2021 Рейнольдс стал серебряным призёром чемпионата Германии и был включён в первую символическую пятёрку турнира.
В 24 туре Евролиги Рейнольдс и Василие Мицич были признаны «Самыми ценными игроками». Рейтинг эффективности обоих игроков составил 30 баллов. В игре против «Альбы» (101:95) Джейлен записал на свой счёт 24 очка, 4 подбора, 2 передачи и 4 перехвата.
В июне 2021 года Рейнольдс вернулся в «Маккаби» (Тель-Авив). В 35 матчах Евролиги средние показатели Джейлена составили 8,9 очка, 4,6 подбора и 0,9 передачи. В чемпионате Израиля в среднем набирал 11,1 очка, 6,4 подбора, 0,9 передачи и 0,9 блок-шота.
В июле 2022 года Рейнольдс перешёл в УНИКС.
В сезоне 2022/2023 Рейнольдс стал чемпионом Единой лиги ВТБ и чемпионом России. В Суперкубке Единой лиги ВТБ Джейлен стал бронзовым призёром и был включён в символическую пятёрку турнира.
В декабре 2022 года Рейнольдс был признан «Самым ценным игроком» Единой лиги ВТБ. В 5 матчах Джейлен набирал в среднем 17,4 очка, 6,6 подбора и 1,4 перехвата при 18,4 балла за эффективность действий.
19 февраля 2023 года Рейнольдс принял участие в «Матче всех звёзд» Единой лиги ВТБ в составе команды Old School. В этой игре Джейлен провёл на площадке 18 минут 51 секунду и набрал 25 очков, 8 подборов, 2 передачи и 1 перехват.
По итогу регулярного сезона Единой лиги ВТБ 2022/2023 Рейнольдс был признан «Лучшим шестым игроком». В 28 матчах (в 23 выходил со скамейки запасных) Джален в среднем набирал 14,6 очка, 5,4 подбора, 1,1 передачи и 1,1 перехвата при средней эффективности 15,1 балла.
В июне 2023 года Рейнольдс продлил контракт с УНИКСом.
18 февраля 2024 года Рейнольдс во второй раз принял участие в «Матче всех звёзд» Единой лиги ВТБ. В этой игре Джейлен провёл на площадке 15 минут 45 секунд и набрал 14 очков, 1 подбор и 3 перехвата.
В сезоне 2023/2024 Рейнольдс стал серебряным призёром Единой лиги ВТБ и серебряным призёром чемпионата России.
В июне 2024 года Рейнольдс подписал новый контракт с УНИКСом по схеме «1+1».
В январе 2025 года, по итогам голосования СМИ, Рейнольдс был выбран для участия в «Матче всех звёзд» Единой лиги ВТБ. В этой игре Джейлен провёл на площадке 19 минут 52 секунды и набрал 12 очков, 5 подборов, 2 передачи и 1 перехват.
8 апреля 2025 года в игре против «Астаны» (105:65) Рейнольдс набрал 15 очков и обошёл Нандо де Коло в списке самых результативных иностранных игроков в истории Единой лиги ВТБ.
В сезоне 2024/2025 Рейнольдс стал бронзовым призёром Единой лиги ВТБ и чемпионата России, а также серебряным призёром Суперкубка Единой лиги ВТБ.
В июне 2025 года Рейнольдс продлил контракт с с УНИКСом по схеме «1+1».

## Инциденты

### Конфликт с Колесниковым
14 апреля 2019 года, после финальной сирены в матче УНИКСа и «Зенита» (74:72) между Рейнольдсом и игроком казанской команды Евгением Колесниковым состоялся разговор с использованием нецензурных выражений, после чего Джейлен пальцами рук дотронулся до лица Колесникова. В ответ Колесников попытался ударить Рейнольдса ногой, но промахнулся.
Директорат чемпионата Единой лиги ВТБ принял решение дисквалифицировать Рейнольдса на 2 матча Единой лиги ВТБ с условной дисквалификацией ещё на 3 игры и оштрафовал «Зенит» на 100 000 рублей. В отношении Колесникова Директорат применил дисквалификацию на 1 матч Единой лиги ВТБ и оштрафовал УНИКС на 100 000 рублей.

### Конфликт с судьями в матче с ЦСКА
23 мая 2019 года, в первом матче 1/2 финала Единой лиги ВТБ против ЦСКА (82:98), Рейнольдс был удалён с площадки в 3 четверти после двух технических фолов за споры с судьёй. Директорат Лиги принял решение дисквалифицировать Джейлена за данное дисциплинарное нарушение на 3 матча. Кроме этого, «Зенит» был оштрафован на 50 000 рублей.

Генеральный директор «Зенита» Александр Церковный прокомментировал дисквалификацию Рейнольдса: 
Излишней эмоциональности Джейлена Рейнольдса и клуб, и тренерский штаб уделяли особое внимание, отдельно с игроком велась работа к плей-офф. К сожалению, Джейлен нарушил наши договоренности и подвёл команду. Значит, докажем, что мы не команда одного игрока.

После игры Рейнольдс извинился за удаление написав в Твиттере: 
Хочу извиниться перед болельщиками, одноклубниками, судьями и Лигой ВТБ за то, что потерял контроль. Вы все знаете, что я даю игре. Надеюсь, это продолжится.

## Достижения
- Чемпион Единой лиги ВТБ: 2022/2023
- Серебряный призёр Единой лиги ВТБ: 2023/2024
- Бронзовый призёр Единой лиги ВТБ: 2024/2025
- Серебряный призёр Суперкубка Единой лиги ВТБ: 2024
- Бронзовый призёр Суперкубка Единой лиги ВТБ: 2022
- Чемпион России: 2022/2023
- Серебряный призёр чемпионата Германии: 2020/2021
- Серебряный призёр чемпионата России: 2023/2024
- Бронзовый призёр чемпионата России: 2024/2025
- Обладатель Кубка Германии: 2020/2021

## Статистика

### Статистика в NCAA
| Сезон | Команда | Conf     | Class | GP  | GS | MPG  | FG%  | 3P%  | FT%  | RPG | APG | SPG | BPG | PPG |
| --- | ------- | -------- | ----- | --- | -- | ---- | ---- | ---- | ---- | --- | --- | --- | --- | --- |
| 2013/14 | Ксавье  | Big East | FR    | 31  | 3  | 12,9 | 53,3 | -    | 62,5 | 3,8 | 0,1 | 0,2 | 0,5 | 3,8 |
| 2014/15 | Ксавье  | Big East | SO    | 37  | 3  | 20,3 | 61,8 | 0,0  | 66,3 | 6,1 | 0,4 | 0,6 | 1,0 | 9,9 |
| 2015/16 | Ксавье  | Big East | JR    | 34  | 32 | 19,6 | 52,3 | 33,3 | 65,4 | 6,5 | 0,7 | 0,7 | 0,6 | 9,6 |
| Всего | Всего   | Всего    | Всего | 102 | 38 | 17,8 | 56,5 | 28,6 | 65,4 | 5,5 | 0,4 | 0,5 | 0,7 | 8,0 |
| Наведите курсор мыши на аббревиатуры в заголовке таблицы, чтобы прочесть их расшифровку Статистика приведена с сайта sports-reference.com |         |          |       |     |    |      |      |      |      |     |     |     |     |     |

### Статистика в Джи-Лиге
| Сезон                                                                                    | Команда       | Регулярный сезон | Регулярный сезон | Регулярный сезон | Регулярный сезон | Регулярный сезон | Регулярный сезон | Регулярный сезон | Регулярный сезон | Регулярный сезон | Регулярный сезон | Регулярный сезон | Серия плей-офф | Серия плей-офф | Серия плей-офф | Серия плей-офф | Серия плей-офф | Серия плей-офф | Серия плей-офф | Серия плей-офф | Серия плей-офф | Серия плей-офф | Серия плей-офф |
| Сезон                                                                                    | Команда       | GP               | GS               | MPG              | FG%              | 3P%              | FT%              | RPG              | APG              | SPG              | BPG              | PPG              | GP             | GS             | MPG            | FG%            | 3P%            | FT%            | RPG            | APG            | SPG            | BPG            | PPG            |
| ---------------------------------------------------------------------------------------- | ------------- | ---------------- | ---------------- | ---------------- | ---------------- | ---------------- | ---------------- | ---------------- | ---------------- | ---------------- | ---------------- | ---------------- | -------------- | -------------- | -------------- | -------------- | -------------- | -------------- | -------------- | -------------- | -------------- | -------------- | -------------- |
| 2019/20                                                                                  | Стоктон Кингз | 7                | 4                | 15,5             | 62,8             | -                | 60,0             | 6,3              | 0,6              | 0,7              | 0,4              | 8,4              | Не участвовал  | Не участвовал  | Не участвовал  | Не участвовал  | Не участвовал  | Не участвовал  | Не участвовал  | Не участвовал  | Не участвовал  | Не участвовал  | Не участвовал  |
|                                                                                          | Всего         | 7                | 4                | 15,5             | 62,8             | -                | 60,0             | 6,3              | 0,6              | 0,7              | 0,4              | 8,4              | Не участвовал  | Не участвовал  | Не участвовал  | Не участвовал  | Не участвовал  | Не участвовал  | Не участвовал  | Не участвовал  | Не участвовал  | Не участвовал  | Не участвовал  |
| Наведите курсор мыши на аббревиатуры в заголовке таблицы, чтобы прочесть их расшифровку. |               |                  |                  |                  |                  |                  |                  |                  |                  |                  |                  |                  |                |                |                |                |                |                |                |                |                |                |                |

### Статистика в других лигах
| Сезон | Команда             | Лига                       | GP  | GS  | MPG  | FG%  | 3P%   | FT%   | RPG  | APG | SPG | BPG | PFL | TOV | PPG  |
| --- | ------------------- | -------------------------- | --- | --- | ---- | ---- | ----- | ----- | ---- | --- | --- | --- | --- | --- | ---- |
| 2016/17 | Все клубы           | Все лиги                   | 37  | 20  | 21,0 | 60,4 | 20,0  | 71,8  | 8,2  | 1,1 | 0,8 | 1,1 | 3,4 | 1,9 | 12,4 |
| 2016/17 | Реканати            | Серия А2                   | 18  | 18  | 29,2 | 61,3 | 20,0  | 77,1  | 12,2 | 1,2 | 1,1 | 1,7 | 3,8 | 2,1 | 18,2 |
| 2016/17 | Реджана             | Чемпионат Италии           | 17  | 2   | 13,0 | 58,0 | -     | 58,6  | 4,4  | 1,0 | 0,5 | 0,5 | 2,8 | 1,6 | 6,5  |
| 2016/17 | Реджана             | Кубок Италии               | 2   | 0   | 15,0 | 61,5 | -     | 75,0  | 6,0  | 0,0 | 1,0 | 0,5 | 4,0 | 2,5 | 9,5  |
| 2017/18 | Все клубы           | Все лиги                   | 55  | 37  | 21,1 | 58,1 | 0,0   | 65,5  | 6,6  | 0,8 | 0,9 | 0,7 | 3,0 | 1,4 | 9,9  |
| 2017/18 | Реджана             | Чемпионат Италии           | 25  | 20  | 21,8 | 60,1 | 0,0   | 76,8  | 6,8  | 0,8 | 1,0 | 0,7 | 3,1 | 1,4 | 11,0 |
| 2017/18 | Реджана             | Еврокубке                  | 21  | 16  | 23,2 | 57,3 | -     | 60,0  | 7,5  | 1,1 | 1,1 | 0,8 | 3,1 | 1,4 | 10,5 |
| 2017/18 | Барселона           | Чемпионат Испании          | 9   | 1   | 14,2 | 51,3 | -     | 41,2  | 3,8  | 0,4 | 0,1 | 0,8 | 2,2 | 1,0 | 5,2  |
| 2018/19 | Все клубы           | Все лиги                   | 45  | 36  | 23,8 | 63,0 | 33,3  | 71,4  | 8,0  | 1,1 | 1,2 | 0,6 | 3,2 | 1,9 | 15,6 |
| 2018/19 | Зенит               | Единая лига ВТБ            | 29  | 25  | 23,2 | 65,3 | 33,3  | 72,8  | 7,9  | 1,2 | 1,3 | 0,6 | 3,2 | 1,9 | 16,6 |
| 2018/19 | Зенит               | Еврокубке                  | 16  | 11  | 24,9 | 58,6 | 33,3  | 68,2  | 8,1  | 0,9 | 1,1 | 0,8 | 3,2 | 1,9 | 13,8 |
| 2019/20 | Все клубы           | Все лиги                   | 17  | 1   | 17,3 | 49,6 | 0,0   | 76,7  | 6,6  | 1,2 | 1,0 | 0,3 | 2,7 | 1,6 | 8,1  |
| 2019/20 | Чжэцзян Лайонс      | КБА                        | 5   | 1   | 25,2 | 45,3 | -     | 100,0 | 10,0 | 2,2 | 2,2 | 0,2 | 3,2 | 2,0 | 13,8 |
| 2019/20 | Маккаби (Тель-Авив) | Евролига                   | 12  | 0   | 14,0 | 54,9 | 0,0   | 63,2  | 5,3  | 0,8 | 0,5 | 0,3 | 2,5 | 1,4 | 5,7  |
| 2020/21 | Все клубы           | Все лиги                   | 82  | 12  | 18,7 | 60,1 | 46,2  | 84,5  | 5,0  | 1,2 | 1,0 | 0,6 | 2,5 | 1,6 | 12,9 |
| 2020/21 | Бавария             | Евролига                   | 39  | 5   | 21,1 | 59,6 | 50,0  | 87,2  | 5,8  | 1,1 | 1,1 | 0,5 | 2,6 | 2,0 | 13,6 |
| 2020/21 | Бавария             | Чемпионат Германии         | 38  | 6   | 16,9 | 60,6 | 25,0  | 83,5  | 4,5  | 1,5 | 1,0 | 0,7 | 2,3 | 1,3 | 12,3 |
| 2020/21 | Бавария             | Кубок Германии             | 5   | 1   | 13,3 | 60,0 | 100,0 | 72,7  | 3,0  | 0,4 | 0,8 | 0,2 | 2,6 | 0,8 | 11,4 |
| 2021/22 | Все клубы           | Все лиги                   | 52  | 14  | 17,9 | 50,5 | 26,9  | 80,4  | 5,2  | 0,9 | 0,5 | 0,5 | 2,7 | 1,8 | 9,6  |
| 2021/22 | Маккаби (Тель-Авив) | Евролига                   | 35  | 8   | 16,5 | 51,8 | 25,0  | 84,6  | 4,6  | 0,9 | 0,4 | 0,3 | 2,7 | 1,7 | 8,9  |
| 2021/22 | Маккаби (Тель-Авив) | Чемпионат Израиля          | 17  | 6   | 20,8 | 48,3 | 28,6  | 76,7  | 6,4  | 0,9 | 0,8 | 0,9 | 2,5 | 2,0 | 11,1 |
| 2022/23 | Все клубы           | Все лиги                   | 46  | 19  | 20,5 | 48,8 | 30,9  | 73,8  | 5,6  | 1,3 | 1,2 | 0,8 | 2,3 | 2,0 | 13,7 |
| 2022/23 | УНИКС               | Единая лига ВТБ            | 43  | 17  | 20,4 | 48,7 | 30,3  | 74,3  | 5,5  | 1,1 | 1,1 | 0,7 | 2,3 | 2,0 | 13,6 |
| 2022/23 | УНИКС               | Суперкубок Единой лиги ВТБ | 3   | 2   | 22,5 | 50,0 | 40,0  | 66,7  | 6,0  | 5,0 | 2,7 | 1,7 | 1,7 | 2,0 | 14,7 |
| 2023/24 | Все клубы           | Все лиги                   | 52  | 12  | 22,1 | 50,7 | 34,0  | 78,1  | 5,7  | 1,4 | 0,9 | 0,9 | 3,1 | 2,0 | 13,9 |
| 2023/24 | УНИКС               | Единая лига ВТБ            | 49  | 12  | 22,4 | 50,6 | 33,3  | 76,9  | 5,7  | 1,5 | 0,9 | 0,9 | 3,1 | 2,0 | 13,8 |
| 2023/24 | УНИКС               | Суперкубок Единой лиги ВТБ | 3   | 0   | 18,2 | 52,0 | 44,4  | 92,9  | 5,7  | 1,0 | 0,7 | 1,0 | 2,3 | 1,3 | 14,3 |
| Всего | Всего               | Всего                      | 386 | 151 | 20,4 | 55,8 | 32,1  | 76,0  | 6,1  | 1,1 | 1,0 | 0,7 | 2,8 | 1,8 | 12,3 |
| В Евролиге | В Евролиге          | В Евролиге                 | 86  | 13  | 18,2 | 56,3 | 33,3  | 83,4  | 5,2  | 1,0 | 0,7 | 0,4 | 2,7 | 1,8 | 10,6 |
| В Еврокубке | В Еврокубке         | В Еврокубке                | 37  | 27  | 23,9 | 58,0 | 33,3  | 64,3  | 7,7  | 1,0 | 1,1 | 0,8 | 3,2 | 1,6 | 11,9 |
| В чемпионате Италии | В чемпионате Италии | В чемпионате Италии        | 42  | 22  | 18,3 | 59,5 | 0,0   | 70,6  | 5,8  | 0,9 | 0,8 | 0,6 | 3,0 | 1,5 | 9,2  |
| В Единой лиге ВТБ | В Единой лиге ВТБ   | В Единой лиге ВТБ          | 121 | 54  | 21,9 | 53,5 | 31,8  | 75,0  | 6,2  | 1,3 | 1,1 | 0,7 | 2,8 | 2,0 | 14,4 |
| Наведите курсор мыши на аббревиатуры в заголовке таблицы, чтобы прочесть их расшифровку Статистика приведена с сайта basketball.realgm.com |                     |                            |     |     |      |      |       |       |      |     |     |     |     |     |      |